# Lago Winefred
O lago Winefred é um lago localizado na parte nordeste da província de Alberta, Canadá.
Está localizado a sul de Wood Buffalo, numa área remota entre a cidade de Cold Lake e Fort McMurray. Tem uma área total de 122,8 km2. A comunidade mais próxima é a localidade de Conklin, a 70 km.
Ecologicamente, o lago está situado na floresta boreal e na zona pantanosa de muskeg. Apresenta alguma degeneração das água por intrusão de água salina do fluxo de água subterrânea. O lago Winefred é drenado através do rio Winefred e do rio Christina que seguem pelo rio Clearwater para o rio Athabasca.